# Giant Squid
Giant Squid (englisch: Riesenkalmare) war eine US-amerikanische Doom-Metal-Band, die 2002 von Aaron John Gregory in Sacramento gegründet wurde.

## Geschichte

### Tyrannosaurus Records
Giant Squid wurde 2002 in Sacramento von Aaron John Gregory, Bryan Beeson, Dave Reynolds, Bill Hughes und Aurielle Zeitler gegründet. Die Bandmitglieder waren zuvor gemeinsam unter den Namen Koi und Namor aktiv. Noch als Namor entstand eine erste selbstbetitelte EP, welche die beiden Stücke Revolution in the Water und Ampullae of Lorenzini enthielt. Gregory schickte Exemplare der auf 100 Stück limitierten EP an verschiedene Produzenten und Labels.
Billy Anderson (Neurosis, High on Fire, Mr. Bungle, The Melvins) erklärte sich daraufhin bereit, das folgende Album Metridium Field für das bandeigene Label Tyrannosaurus Records zu produzieren. Giant Squid nahm 2003 mit Jason Divincenzo, welcher Dave Reynolds als Schlagzeuger ersetzt hatte und Andy Southard, welcher als Keyboarder hinzugekommen war, das erste Album auf. Um einen dem Bandkonzept grundlegender entsprechenden Namen als jenen der gleichnamigen Comicfigur zu nutzen, benannte sich die Band noch während der Aufnahmen in Giant Squid um. Als weiteren Grund der Umbenennung nannte Gregory die Befürchtung, in einen juristischen Konflikt mit Marvel Comics zu geraten. Nach der Namensänderung und noch während des Aufnahmeprozesses wurde Gregorys Vater bei einem Motorradunfall getötet, woraufhin sich der Veröffentlichungstermin des Albums deutlich verschob.

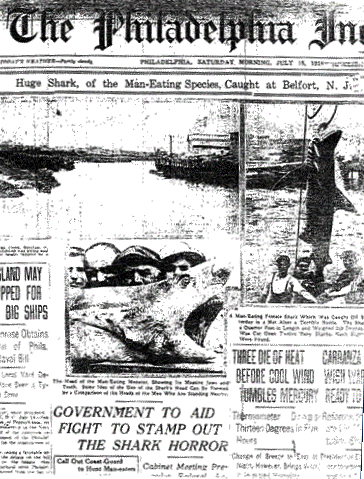
Die Rückseite der EP Monster In The Creek wurde mit Zeitungsberichten der Haiangriffe illustriert

Nachdem das Album, welches unter anderem Gregorys Vater gewidmet wurde, auf Tyrannosaurus Records erschien, begann die Band neues Material zu schreiben und spielte, nach einem erneuten Wechsel des Schlagzeugers hin zu Mike Conroy, die Konzept-EP Monster in the Creek ein. Giant Squid veröffentlichte die EP, deren Thema die Haiangriffe an der Küste von New Jersey aus dem Jahr 1916 ist, als limitierte CD-R.

### The End Records
Billy Anderson produzierte 2003 das Album Like Sheep Led to Slaughter der Band Crisis für The End Records. Anderson gab dem Gitarristen der Band ein Exemplar von Metridium Field, dieser reichte die CD daraufhin an einen Mitarbeiter des Labels weiter, welcher die CD letztendlich an den Begründer des Labels Andreas Katsambas weiterreichte. Katsambas nahm die Band unter Vertrag, zeigte jedoch kein Interesse an dem neuen weniger harschem Material.

„Uns gefiel einfach nicht mehr, wie “Metridium Field” klang, insofern wollten wir ihnen [The End Records] zumindest das Angebot machen, es zu remixen, da sie nicht so sehr an “Monster In The Creek” interessiert waren. Unglücklicherweise war die Festplatte hin, und wir sagten uns: Scheiß drauf! Wir haben all diese ganzen neuen Leute in der Band. Lass es uns noch einmal aufnehmen. So entstand “Metridium Fields”, das Album, wegen dem uns die meisten kennen und das bei den Kritikern auch gut ankam.“

Die EP Monster In The Creek blieb hingegen ein auf 400 Exemplare limitiertes Sammlerstück, welches überwiegend in Sacramento verkauft wurde. Hinzukommend verließ Andy Southard die Band wieder, ohne den, laut Gregory, die meisten Stücke der EP, nicht realisierbar sein. Die Aufnahmen zu Metridium Fields wurden erneut durch Billy Anderson produziert. Das am 24. August 2006 erschienene Album wurde überwiegend positiv bewertet und bescherte der Band internationale Bekanntheit. In den Monaten um die Veröffentlichung trat die Band mit Isis, The Gathering und Agalloch auf. 
Aaron Gregory und Aurielle Zeitler, die in der Zwischenzeit geheiratet hatten, trennten sich im November 2006, woraufhin Aurielle Gregory die Band verließ. Als Ersatz konnte Jackie Perez Gratz von Amber Asylum gewonnen werden, die neben dem weiblichen Gesang auch das Cello als Instrument in die Band einbrachte. Mit Perez aber inzwischen erneut ohne Schlagzeuger, erschienen eine Split-Single sowie der Song Octopus als Beitrag zu Like Black Holes In The Sky: A Tribute to Syd Barrett einem Tributalbum für Syd Barrett (und dessen Song Octopus). Beide Veröffentlichungen wurden ebenfalls von Billy Anderson produziert. Nachdem The End Records der Band nach einer zweieinhalbjährigen Tournee weitere Liveauftritte anstatt eines neuen Albums nahelegten trennten sich Band und Label.

### Translation Loss

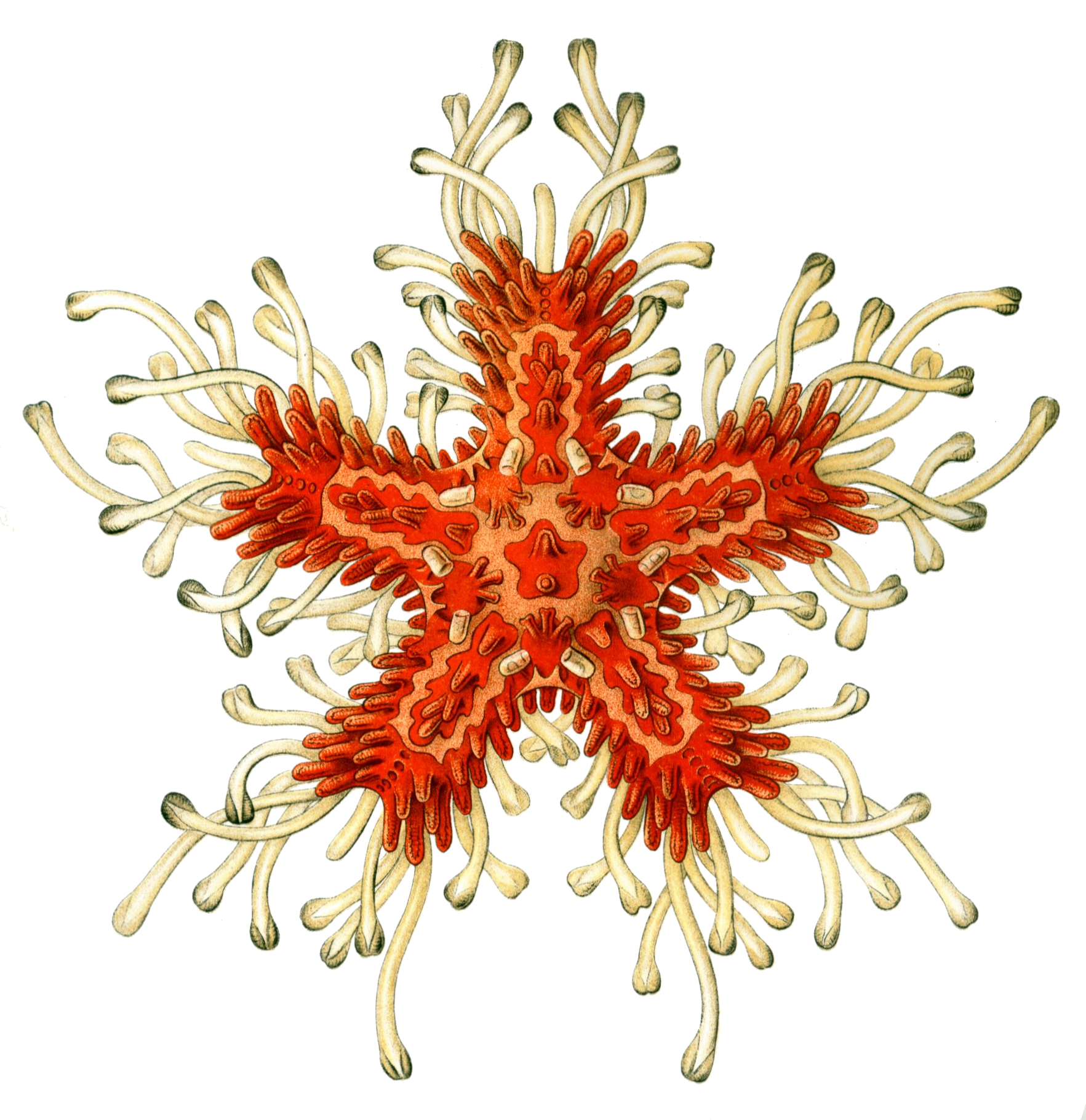
Der von Ernst Haeckel gezeichnete Seestern diente auf der limitierten Erstauflage des Albums The Ichthyologist als Covermotiv

Die Band wurde in San Francisco ansässig, wo Gregory für das Aquarium of the Bay als Berufstaucher arbeitete. Als neuer Schlagzeuger kam Chris Lyman, der ebenfalls im Aquarium of the Bay arbeitete, hinzu. In dieser neuen Besetzung wurde 2008 ein weiteres Album unter dem Namen The Ichthyologist, diesmal mit Matt Bayles als Produzent, aufgenommen. Bayles war, aufgrund seiner Arbeit an Oceanic und Leviathan, Gregorys ausdrücklicher Wunschproduzent für das Album. Giant Squid spielten das Album mit mehreren Gastmusikern ein. An den Aufnahmen beteiligten sich die Amber Asylum-Mitgliedern Lorraine Rath, Kris Force und Cat Gratz sowie Karyn Crisis (Crisis) und Anneke van Giersbergen (The Gathering). Zeitgleich mit dem Album wollte Gregory eine Graphic Novel zu The Ichthyologist veröffentlichen. Hierzu kontaktierte er die Joe Kubert School of Cartoon and Graphic Art auf der Suche nach geeigneten Zeichnern, wurde jedoch nicht fündig. Gregory nahm hingegen 2009 selbst an Kursen der Schule teil und illustrierte das Comic, welches 2011 mit der Vinylversion der Folge-EP Cenotes erschien, selbst.
Im Februar 2009 veröffentlichten Giant Squid The Ichthyologist auf dem eigenen Label Tyrannosaurus Records, mit einer auf 1000 Exemplare limitierten Auflage. Die ersten 50 vorbestellten Ausgaben wurden mit je einem Haizahn versandt. Die Zähne wurden eigenhändig von Gregory im Aquarium of the Bay gesammelt. Noch im gleichen Jahr unterzeichneten Giant Squid einen Vertrag mit Translation Loss und veröffentlichten The Ichthyologist erneut, mit neuem von Sam Kieth gestaltetem Artwork.
Das Konzeptalbum erzählt die Geschichte eines Meeresbiologen, welcher sich nach einem Schiffbruch alleine an einem Strand wiederfindet und sich dort in den Gegebenheiten des Meeres verliert. Er wird zunehmend entmenschlicht und entwickelt diverse Eigenschaften eines Seesterns. Als Erweiterung dieses Albums erschien 2011 die EP Cenotes. Die ebenfalls von Bayles produzierte EP greift das Konzept des vorangegangenen Albums auf und führt die Idee in Form eines Kindes des Protagonisten, fort. Die konzeptionelle Fortführung wurde insbesondere durch das gemeinsame, von Gregory und Gratz erwartete, Kind beeinflusst. Die Gestaltung übernahm diesmal Gregory selbst.
Die mittlerweile überwiegend in Pacifica lebenden Bandmitglieder, traten in der Zwischenzeit nicht Live auf und pausierten nach der Geburt der gemeinsamen Tochter von Gratz und Gregory. Aaron Gregory nahm 2012 ein Studium zum Bachelor of Arts als Illustrator an der Academy of Art University in San Francisco auf und arbeitete als Illustrator und Comiczeichner. Im Jahr 2013 wurden die Mitarbeiter von Translation Loss auf die EP Monster In The Creek aufmerksam und boten Giant Squid eine erneute Veröffentlichung der EP an. Gregory mischte die EP neu und ergänzte die Veröffentlichung um Live- und Demoaufnahmen sowie um eine DVD mit entsprechendem Bonusmaterial. Hinzukommend wurde die Gestaltung der CD vollständig überarbeitet und um einen ausführlichen Begleittext zur Entstehung und Geschichte der EP ergänzt. 2014 folgte mit Minoans das letzte Album der Gruppe, die im Juli 2015 ihre Auflösung bekannt gab. Als Begründung gab Gregory die familiären Verpflichtungen und die räumliche Entfernung der Musiker an. Eine Reunion, um als Vorgruppe für Mastodon oder auf dem Roadburn Festival zu spielen, schloss er zwar nicht generell aus, nannte diese Bedingungen, die eine Reunion begünstigen würden, jedoch unwahrscheinlich.

## Konzept
Aaron John Gregory, der alle Songtexte verfasst beschreibt zwei grundlegende Kernthemen der Band. Einerseits das Verhältnis von Eltern und ihren Kindern zueinander, was besonders auf den Alben Metridium Fields und Cenotes enthalten sei und andererseits die direkte Auseinandersetzung mit dem Meer als Lebensraum sowie die Auseinandersetzung mit den darin existierenden Lebewesen. Während Gregory als Ursprung des Eltern-Kind-Themas überwiegend eigene biografische Erfahrungen heranzieht, bezeichnet er die nautischen Themen als spirituelle Auseinandersetzung, die ebenso in seiner Biografie verankert sind. 
Sowohl die eigene Kindheit, als auch die Erfahrung Vater zu werden nutze er in seiner Aufbereitung des Eltern-Kind-Themas. Die Auseinandersetzung mit dem Meer und seinen Lebewesen, ginge ebenso auf frühe Kindheitserfahrungen zurück und begleite Gregory Zeitlebens. Als Ursprung bezeichnet er sowohl die Filme Jacques-Yves Cousteau, als auch einen kleinen Priel, welcher hinter seinem Elternhaus verlief.

„I spent so much time looking at dragonfly larvae and snails and these weird little animals. I just couldn’t believe all this alien life lived behind my house in the tiny creek. My obsession was exaggerated a thousand fold whenever I looked at a river or an ocean. It was just the massive amount of life in water that spurred my interest.“

„Ich habe viel Zeit damit verbracht mir Libellenlarven, Schnecken und seltsame kleine Tiere anzusehen. Ich konnte einfach nicht glauben, dass dieses ganze fremdartige Leben hinter meinem Haus in diesem kleinen Priel lebt. Meine Besessenheit vervielfachte sich wannimmer ich auf einen Fluss oder ein Meer blickte. Es war allein das gewaltige Ausmaß des Lebens im Wasser, dass mein Interesse anspornte.“

Neben den frühen Impressionen, gemeinsam mit seinen Eltern gesehener Filme des Meeresforschers Jacques Cousteau, benennt Gregory den Besitz gleichzeitig mehrerer Meerwasseraquarien als Kind und Teenager als weitere wichtige Kindheits- und Jugenderinnerungen. Später übernahm er die Geschäftsleitung eines Aquaristikgeschäftes für tropische Fische und studierte Biologie am American River College von 1997 bis 2000. Bis hin zur Tätigkeit als Berufstaucher, begleite ihn die Auseinandersetzung mit dem Meer bis in die Gegenwart. Derweil beschränkt Gregory sich nicht auf Faszination und beschreibt sein Verhältnis zum Meer darüber hinausgehend als Spirituell. 

„So lange man nicht streng religiös ist, muss man die Tatsache akzeptieren, dass alles Leben aus dem Meer kommt. Deswegen stammt unser gesamtes Bewusstsein und die Dinge, die es erzeugt, wie zum Beispiel Religion, Liebe, Spiritualität, Eifersucht und all die anderen aufregenden, emotional gesteuerten Konzepte, mit denen wir uns beschäftigen, von Geschöpfen (Menschen), die aus dem Meer gekommen sind. Wenn es einen Gott gäbe, der all das geschaffen hat (wenn man jetzt mal all diesen Bibelquatsch über die Schöpfungsgeschichte beiseite legt), warum hat er dann mit dem Meer und seinen fast unendlich vielen Variationen begonnen? Gott – wenn er/ sie existiert – muss einfach Kiemen oder zumindest Flossen haben. Sind wir wirklich nach seinem Bild geschaffen worden oder sind wir eigentlich ein Unfall, ein ärgerliches Nebenprodukt seines ursprünglichen ozeanischen Konzepts? Es sieht so aus, als wären dann Wale die ultimative Lebensform – ein Höhepunkt all der unglaublichen Dinge im Meer – und sie könnten intelligenter als wir sein, auf eine Weise, die wir nicht verstehen können. Vielleicht ist Gott oder der große Geist ein Wal? Wenn man erst einmal aufhört, das Meer lediglich als riesigen Wasserkörper voller Salz und stinkender Tiere, die einen essen, stechen oder beißen können, zu betrachten, und es in solch einem spirituellen Kontext sieht, wird es ziemlich aufregend. Es ist so, als wenn man sich die Sterne anschaut und akzeptieren muss, dass das Unmögliche existiert – das heißt Unendlichkeit, da der Weltraum nicht enden kann. Das ist einfach zu viel, um darüber nachzudenken, deshalb nehmen wir es als selbstverständlich hin und bezahlen einfach unsere Hypotheken oder trinken einen Kaffee. Wenn ich auf dem Meeresgrund sitze, außer Sichtweite der Oberfläche, auf dem dunklen, kalten Grund umgeben von Seetang oder auf dem Schoß eines Riffs und dann in den Abgrund blicke, habe ich den Eindruck, als ob ich direkt in den Uterus aller Existenz auf der Erde schaue, den Innbegriff des Lebens, wie wir es mit unserem schwachen Verstand verstehen.“

## Stil
Zu Beginn ihrer Laufbahn spielte Giant Squid progressiven Sludge, woraufhin die Band mit bekannten Vertretern des Genres wie Baroness, Kylesa und Mastodon verglichen wurde.
Giant Squid setzten sich jedoch durch den orientalisch inspirierten hellen gelegentlich in „Vierteltönen“ dargebrachten Gesang von Aaron Gregory, von den populären Vertretern des Genres ab.
Auf späteren Veröffentlichungen nahmen die Elemente des Hardcore Punk etwas ab und die Musik wurde vermehrt als Mischung aus Doom Metal, Sludge und Progressive Rock mit deutlichen Einflüssen aus orientalischer Musik und Klezmer bezeichnet. Die Band nutzt diverse für Rock und Metal eher unübliche Instrumente, wie Cello, Oboe, Banjo oder Theremin.

## Diskografie
- 2002: Namor (EP, auf 100 Exemplare limitierte CD-R Tyrannosaurus Records, als Namor veröffentlicht)
- 2004: Metridium Field (Album, Tyrannosaurus Records)
- 2005: Monster in the Creek (EP, auf 400 Exemplare limitierte CD-R Tyrannosaurus Records)
- 2006: Metridium Fields (Album, The End Records)
- 2007: Sutter’s Fort (Split-Single mit Grayceon, The End Records)
- 2009: The Ichthyologist (Album, Translation Loss)
- 2011: Cenotes (EP, Translation Loss)
- 2013: Monster in the Creek (Album, Translation Loss)
- 2014: Minoans (Album, Translation Loss)